# Ludwig von Sybel
Ludwig von Sybel (ur. 1 lipca 1846 w Marburgu, zm. 5 kwietnia 1929 tamże) – niemiecki archeolog i historyk sztuki; syn historyka i polityka Heinricha von Sybela.

## Życiorys
Studiował na Uniwersytecie w Getyndze i Bonn archeologię i filologię klasyczną. Uzyskał stopień doktora, w 1877 roku tytuł profesora nadzwyczajnego, a 11 lat później zwyczajnego. Był także dziekanem Wydziału Filozoficznego, a w latach 1906–1907 rektorem swojego Uniwersytetu. Rok później otrzymał tytuł tajnego radcy stanu.
Podróżował do Włoch, Francji, Grecji i Wielkiej Brytanii. Jego zainteresowania badawcze koncentrowały się wokół wczesnego chrześcijaństwa i późnego antyku. Napisał m.in. Christliche Antike. Einführung in die altchristliche Kunst (2 wyd. 1909); Frühchristliche Kunst. Leitfaden ihrer Entwicklung (wyd. 1920).